# カッティング (馬術)

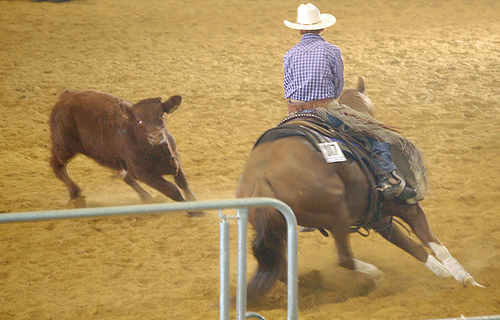

カッティング（英:Cutting）とは、ウエスタン式の馬術競技の一種であり、人馬がが競われるものである。
この競技は、もともとアメリカ西部の牧場で発展してきたものである。牧場では予防接種、去勢、仕分けを目的として牛を群れから引き離す仕事、すなわち「カッティング」が馬に求められていた。この仕事をする中で、カッティングに最良の人馬を決める競技が自然に生まれてきたのである。そして競技規則は整備されていき、1946年にはカッティング競技の統括組織として全国カッティングホース協会 (National Cutting Horse Association, NCHA) が創設された。
カッティングホース（カッティング競技馬）にはクォーターホースが多いが、アメリカン・ペイント・ホース（ピント）やアパルーサ等も用いられる。競技馬は短時間で仔牛を群れから引き離す能力…直感や体力等が鍛えられる。
カッティングではねらった仔牛を速やかに引き離すと同時に、牛の群れを騒がせない事が求められる。そのため牛の群れには並足かゆっくりとした早足で静かに分け入り、群れの端ではなく十分に奥まで入っていかなければならない。群れに入り、馬場の中央に仔牛を引き離すまでは、騎手は手綱で馬の口と軽い接触を保つが、ひとたび引き離してからは手綱を緩めきり、片方の拳は鞍のホーンに置いてしまわなければならない（「ハンドダウン」という）。馬は引き離した仔牛に対し、群れを背にして対峙し、仔牛が群れに逃げ戻ろうとするのに合わせ、素早く左右に動いてこれを防ぐ。この時の手綱による騎手から馬への指示は減点される。仔牛が静止し、群れに戻ろうとしなくなったら、また群れに向かい次の仔牛を引き離す。競技には、カッター (cutter) と呼ばれる実際に仔牛に向かう選手の他に、ハードホルダー (herd-holders) と呼ばれる2騎の人馬が馬場に入り、カッターが仔牛を引き離している間、群れをまとめておく役を務める。競技者には2分半の時間が与えられ、その間に仔牛を概ね3回（2回でも構わない）引き離す。審判員は60から80の点を与え、70が平均とされる。
カッティングは最も成長しつつある馬術競技の一つである。NCHA主催の若駒競技であるNCHA Futurity大会では、2006年には第1回大会の100倍を超える3.7百万ドルを競い合った。NCHA公認競技会での総賞金は、オーストラリアカッティングホース協会、アメリカカッティングホース協会や、ヨーロッパとカナダの競技会での賞金を除いても39百万ドルを超えている。
日本においてもウエスタン馬術は広まってきているものの、牛も飼養している乗馬クラブ・乗馬牧場は少なく、競技としてのカッティングはほとんど行われていない。